# Eden Duncan-Smith
Eden Ducan-Smith (Nueva York, 28 de octubre de 1999) es una actriz, cantante y bailarina estadounidense, reconocida principalmente por su participación en la película de ciencia ficción de 2019 See You Yesterday.

## Biografía
Duncan-Smith nació en Nueva York en 1999. Inició su carrera en el teatro, registrando apariciones en producciones de Broadway como Fences y El rey león a comienzos de la década de 2010. Luego de aparecer en el cortometraje Double Crossed de 2013, interpretó el papel de Isabella en el largometraje de Will Gluck Annie en 2014. Un año después actuó en el filme Meadowland en el papel de Alma y en 2015 encarnó a Latifa en Roxanne Roxanne, basada en la vida de la rapera Roxanne Shanté.
En 2017 interpretó el papel de Denise en la serie de televisión Master of None y dos años después logró reconocimiento internacional al protagonizar la película de ciencia ficción See You Yesterday, estrenada en la plataforma digital Netflix el 17 de mayo de 2019 y basada en el cortometraje del mismo nombre de 2017, también protagonizado por Duncan-Smith.
En 2020 interpretó el papel de Rashida en el cortometraje 410 Stamped, el cual le valió un premio en la categoría de mejor actriz principal en el festival Female Voices Rock.

## Filmografía

### Cine
| Año  | Título            | Papel       | Notas |
| ---- | ----------------- | ----------- | ----- |
| 2013 | Double Crossed    |             | Corto |
| 2014 | Annie             | Isabella    |       |
| 2015 | Meadowland        | Alma        |       |
| 2017 | Roxanne Roxanne   | Latifa      |       |
| 2017 | See You Yesterday | C.J. Walker | Corto |
| 2019 | See You Yesterday | C.J. Walker |       |
| 2020 | 410 Stamped       | Rashida     | Corto |
| 2021 | Steps             | Ivette      |       |

### Televisión
| Año  | Título            | Papel           | Notas |
| ---- | ----------------- | --------------- | ----- |
| 2017 | Master of None    | Denise          |       |
| 2018 | The Who Was? Show | Srta. Armstrong |       |